# Iztaccíhuatl
Iztaccíhuatl (ou Ixtaccíhuatl) (pronunciado istakˈsiwatɬ ou, se escrito com x, iʃtakˈsiwatɬ), é a terceira montanha mais alta do México, a seguir ao Pico de Orizaba (5636 m) e ao Popocatépetl (5426 m). O seu nome é um termo nauatle que significa "mulher branca".
Esta montanha tem quatro picos, o mais alto dos quais com a altitude de 5230 m. Em conjunto, os picos são vistos como se representassem a cabeça, peito, joelhos e pés de uma figura feminina adormecida, visível quer desde o oeste quer desde o leste. Situa-se a apenas 70 km para sudeste da Cidade do México, donde é muitas vezes visível, dependendo das condições atmosféricas.
Embora a primeira ascensão registada tenha sido feita em 1889, evidências arqueológicas sugerem que os astecas e culturas anteriores também escalaram esta montanha.
O Iztaccíhuatl situa-se para norte do Popocatépetl, ao qual está ligado por um passo chamado Passo de Cortés (Paso de Cortés).

## História geológica
O Iztaccíhuatl é um estratovulcão cujos estratos são compostos por fluxos de lava, brechas de fluxo e tefra. Terá começado a formar-se há cerca de 900 000 anos e em duas fases. Durante a primeira (900 000 - 600 000 anos) formou-se um vulcão de escudo com uma caldeira no cume. A fase mais recente, composta sobretudo por fluxos de lava e e fluxos piroclásticos, terá tido início há 600 000 anos. A atividade vulcânica cessou há pelo menos 80 000 anos.
Os tipos de rochas  mais comuns são andesito e dacito.

## A lenda de Popocatépetl e Iztaccíhuatl
Na mitologia asteca, Iztaccíhuatl era uma princesa que se apaixonara por um dos guerreiros ao serviço do seu pai. Este enviou o seu amante para combater numa guerra em Oaxaca, prometendo-lhe a mão da sua filha caso ele conseguisse regressar (algo que o pai de Iztaccíhuatl presumia não viria a suceder). Foi dito a Iztaccíhuatl que o seu amor estava morto e ela acabou por morrer de desgosto. Quando Popocatépetl regressou, morreu também de desgosto pela perda da sua amada. Os deuses cobriram-nos de neve e transformaram-nos em montanhas. Ela transformou-se no Iztaccíhuatl e ele no Popocatépetl, que faz chover fogo na Terra, devido à raiva cega que dele se apoderou após a perda da sua amada.

### Descrições
- «Iztaccíhuatl - Volcano World» (em inglês)
- «Iztaccíhuatl - Ski Mountaineer» (em inglês)
- «Iztaccíhuatl - Global Volcanism Program» (em inglês)
- «Iztaccíhuatl - Peakware World Mountain Encyclopedia» (em inglês)

### Mapas
- «Iztaccíhuatl - Google Map» (em inglês)
- «Iztaccíhuatl - Yahoo Map» (em inglês)
- «Iztaccíhuatl - MSN Map» (em inglês)
- «Iztaccíhuatl - National Geographic» (em inglês)